# Sehnemobryum paraguense
Sehnemobryum paraguense är en bladmossart som beskrevs av Lewinsky-haapasaari och Lars Hedenäs 1998 [1999. Sehnemobryum paraguense ingår i släktet Sehnemobryum och familjen Orthotrichaceae. Inga underarter finns listade i Catalogue of Life.